# Canéfora

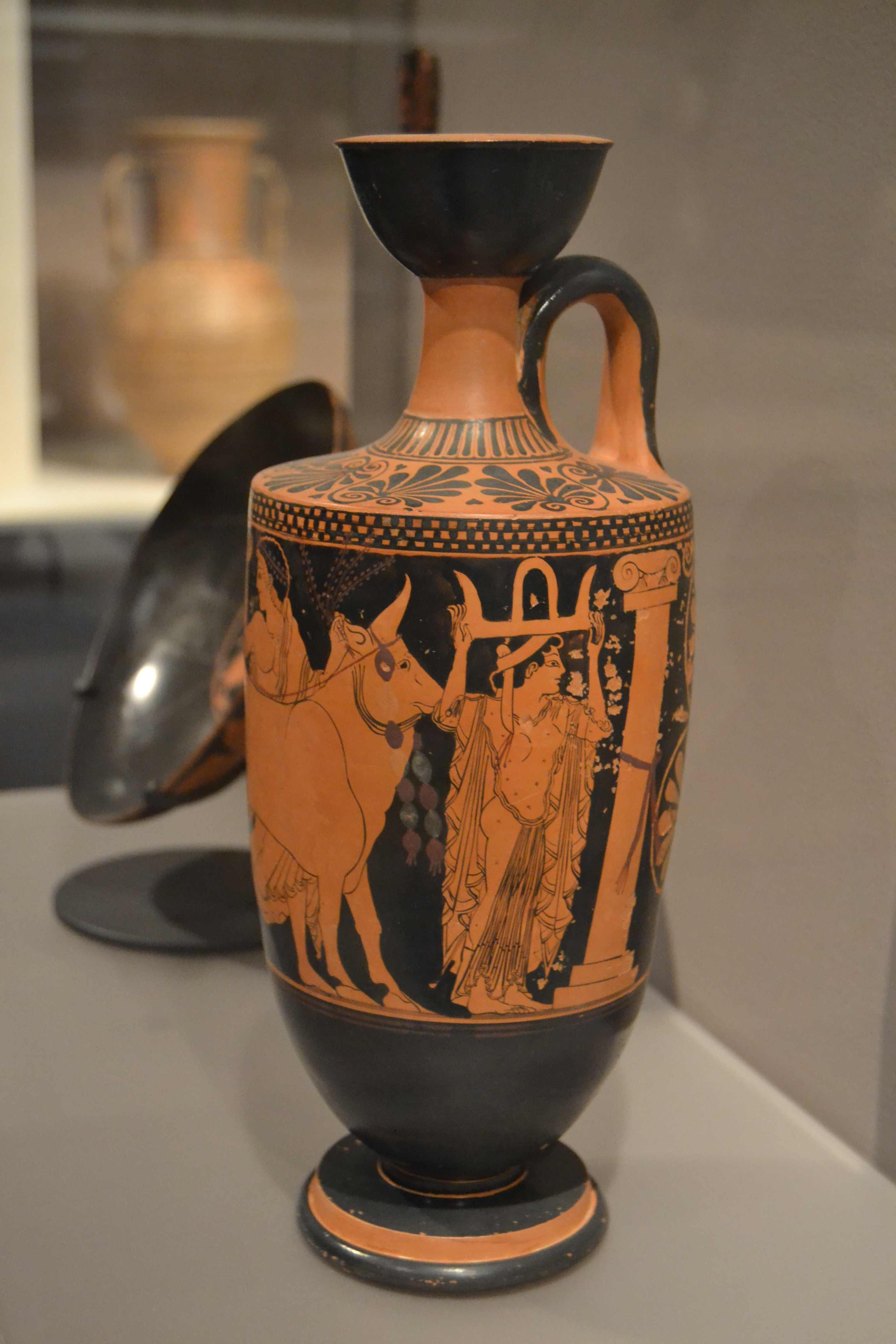
Lécito del del pintor de Gale que muestra una canéfora al frente de una procesión de animales hacia un sacrificio ritual.

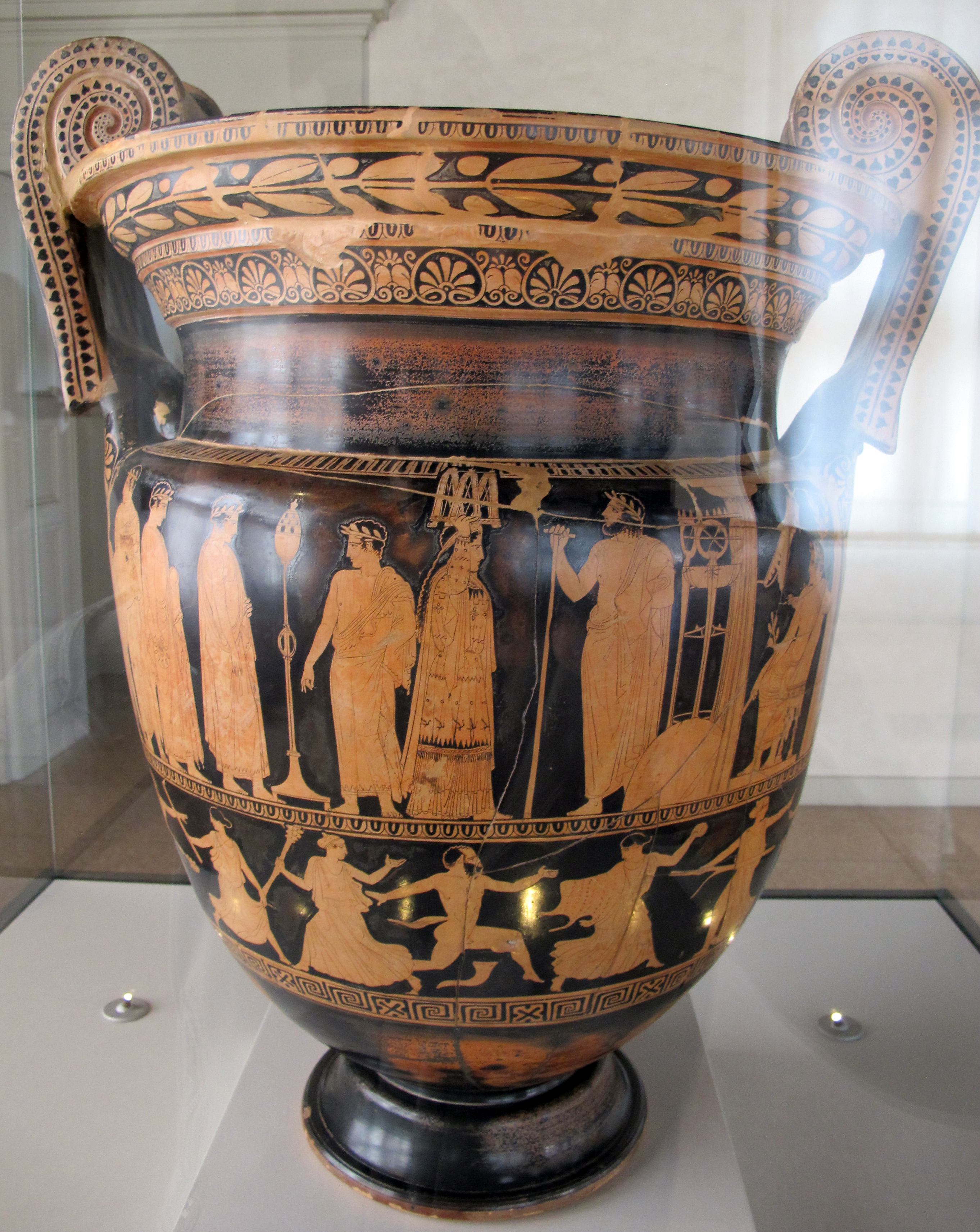
Cratera de volutas del del pintor de Cleofonte donde aparece representada una procesión con una canéfora.

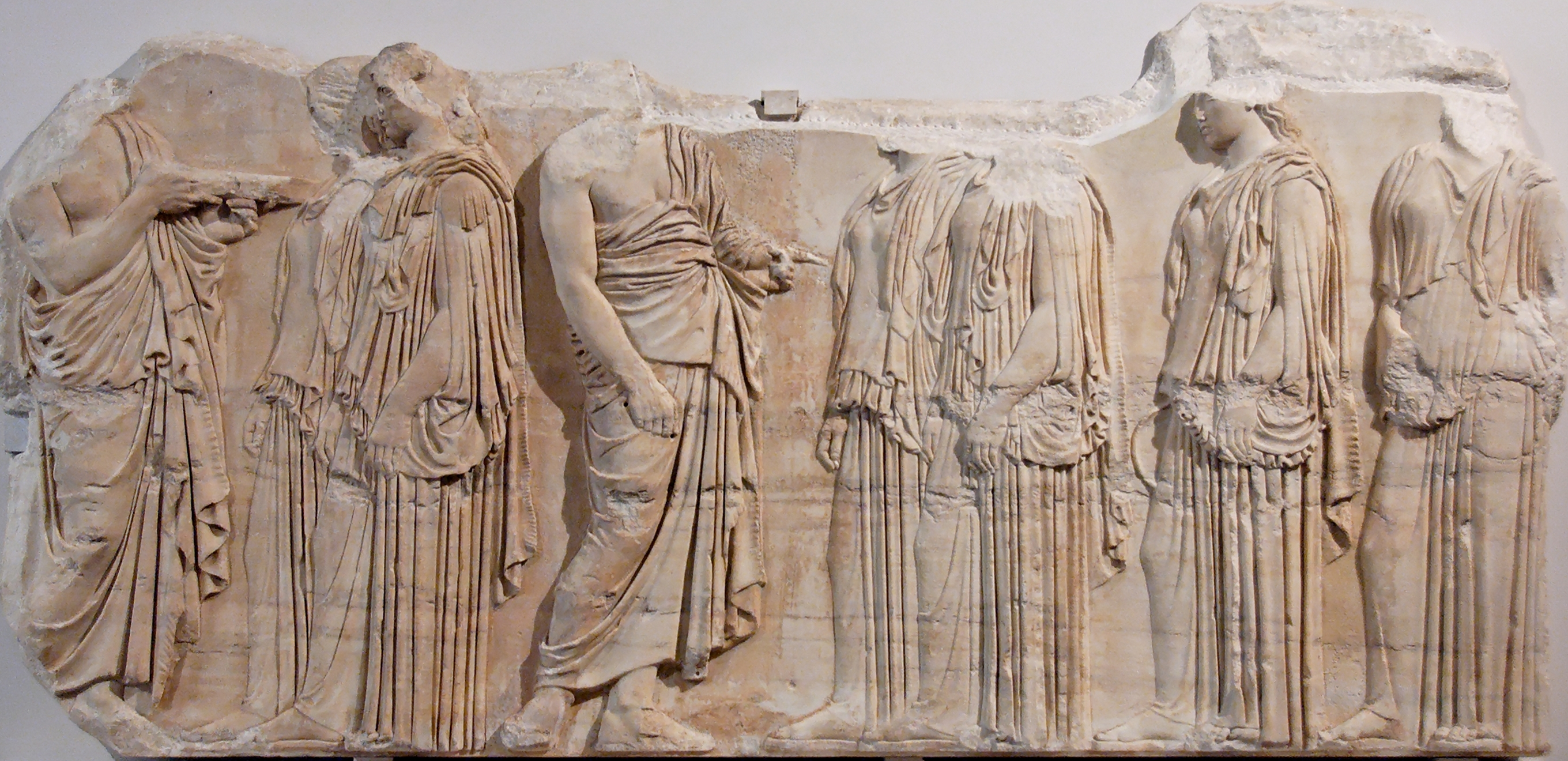
Sector del friso oriental del Partenón en el que las figuras E 50-51 (segunda y tercera desde la izquierda) han sido identificadas por algunos historiadores como canéforas.

Las canéforas (del griego κανηφόρος, portadora de canasto) eran jóvenes vírgenes de nacimiento distinguido, que en las fiestas de las Panateneas llevaban canastos que contenían un cuchillo sacrificial y cebada sagrada para verter sobre el altar y sobre las víctimas de los sacrificios.
Asimismo, había canéforas en las fiestas de Hera de Argos, de Artemisa de Siracusa, y de Dioniso en Atenas, entre otras. En Atenas también hacían funciones de canéfora las jóvenes casaderas rindiendo culto a Artemisa para que la diosa no se vengase por la pérdida de la virginidad.
Los testimonios epigráficos y literarios no aclaran algunas de sus características. En las Panateneas y en las Pitias había varias canéforas pero es posible que en las demás festividades pudiera haber una sola canéfora para llevar los materiales para los sacrificios. De un pasaje de Aristófanes se infiere que había cuatro fases en la educación de las niñas de buena familia: a los 7 años eran arréforas y aprendían a tejer; a los 10, alétrides y aprendían a hacer el pan; a una edad indeterminada, osas que danzaban en el santuario de Artemisa de Braurón y cuando ya estában completamente desarrolladas y preparadas para el matrimonio, canéforas. Además, cuando eran canéforas se les otorgaba un distintivo formado por un collar de higos secos. Se ha señalado que el ejercer de canéfora, además de ser un honor para su familia y de tener una función en el ritual religioso, tenía también la función social de mostrar a los espectadores masculinos a una joven que está preparada para casarse.

## Famosas canéforas
En la mitología, Oritía y Herse eran hermanas que, según una de las versiones del mito, ejercían la función de canéforas cuando fueron raptadas por Bóreas y Hermes. Por otra parte, en época histórica, se contaba que la hija de Pisístrato había sido besada en público y luego raptada mientras hacía de canéfora. Además, uno de los motivos de que los tiranicidas asesinaran a Hiparco era que este había humillado a Harmodio de la siguiente forma: tras invitar a una de sus hermanas para ser canéfora, luego la despidió diciendo que no la había invitado porque no la creía digna de tal honor.

## En el arte
Las canéforas aparecen representadas en pinturas realizadas sobre recipientes de cerámica y también en esculturas. En el arte de la época arcaica eran reconocidas principalmente por la canasta que llevaban sobre la cabeza, pero a partir del siglo V a. C. se las reconoce también por vestir con un característico manto festivo largo que colgaba sobre sus hombros.
Algunos autores han identificado a dos de las figuras esculpidas en la zona oriental del friso del Partenón como canéforas (E 50-51).
Las cariátides son columnas modeladas con forma de mujer cuyo nombre se asocia con esclavas procedentes de Caria. Sin embargo, una de las hipótesis que se han barajado sobre su significado es que representan a canéforas, que realizaban funciones rituales en honor a Artemisa, puesto que estas estatuas tienen un cojinete sobre sus cabezas parecido a una canasta.
Por otra parte, Cicerón habla en uno de sus discursos de dos famosas estatuas de bronce llamadas canéforas trabajadas por el célebre artista Policleto que Verres se llevó de Mesina a Roma.